# Cantó de Mirambeau
El cantó de Mirambeau és un cantó francès del departament del Charente Marítim, al districte de Jonzac. Té 19 municipis i el cap és Mirambeau.

## Municipis
- Allas-Bocage
- Boisredon
- Consac
- Courpignac
- Mirambeau
- Nieul-le-Virouil
- Saint-Bonnet-sur-Gironde
- Saint-Ciers-du-Taillon
- Saint-Dizant-du-Bois
- Saint-Georges-des-Agoûts
- Saint-Hilaire-du-Bois
- Saint-Martial-de-Mirambeau
- Sainte-Ramée
- Saint-Sorlin-de-Conac
- Saint-Thomas-de-Conac
- Salignac-de-Mirambeau
- Semillac
- Semoussac
- Soubran

| Data d'elecció                           | Identitat            | Partit                                      | Qualitat |
| ---------------------------------------- | -------------------- | ------------------------------------------- | -------- |
| 1945-1976                                | Paul-Henri Moreau    | Divers droite, després RGR, després radical |          |
| 1976-1982                                | Michel Rigou         | MRG                                         |          |
| 1982-1988                                | Henri Bouche         | Divers droite                               |          |
| 1988-2008                                | Michel Rigou         | PRG                                         |          |
| 2008-                                    | Bernard Louis-Joseph | Divers droite                               |          |
| les dades anteriors no són pas conegudes |                      |                                             |          |
|                                          |                      |                                             |          |

| A partir de 1990: Població sense dobles comptes |